# Wojna z Dakotami (1863–1864)
Wojna z Dakotami – kontynuacja powstania Dakotów pod wodzą Taoyateduty w Minnesocie z sierpnia i września 1862 roku. Wojna toczyła się w latach 1863–1864 na obszarach Terytorium Dakoty (obecny stan Dakota Północna), dokąd uciekły grupy pokonanych Dakotów Santee. Miała ona na celu odrzucenie Indian jak najdalej od granic Minnesoty. W jej trakcie doszło do starć pomiędzy armią amerykańską pod dowództwem pogromcy powstania w Minnesocie – generała Henry’ego Sibleya oraz generała Alfreda Sully’ego – a siłami Dakotów z grup Santee i Teton pod wodzą Inkpaduty. W wyniku walk siły Dakotów zostały pobite.
Główne bitwy:
- bitwa pod Big Mound (1863)
- bitwa nad Dead Buffalo Lake (1863)
- bitwa nad Stony Lake (1863)
- bitwa pod Whitestone Hill (1863)
- bitwa pod Killdeer Mountain (1864)